# Kościół Wniebowzięcia Najświętszej Maryi Panny w Żeliszewie Dużym
Kościół Wniebowzięcia Najświętszej Maryi Panny – mariawicki kościół parafialny w diecezji lubelsko-podlaskiej Kościoła Starokatolickiego Mariawitów.

## Położenie
Kościół znajduje się w Żeliszewie Dużym, gminie Kotuń, powiecie siedleckim, województwie mazowieckim.

## Historia
Świątynię zbudowano w 1906. Remontowano w latach 2004–2013. W trakcie remontu (2008), wskutek silnego wiatru zawaliła się wieża kościelna, którą odbudowano w 2012.
Kościół został wpisany do rejestru zabytków 29 grudnia 1983 pod nr A-318.

## Architektura
Budowla drewniana, konstrukcji zrębowej, na planie krzyża łacińskiego, w stylu neogotyckim, nieorientowana, trójnawowa. Od frontu 32-metrowa, dwukondygnacyjna wieża (w dolnej części czworoboczna, w górnej – ośmioboczna), z emblematem mariawickim nad wejściem, zwieńczona ostrosłupowym hełmem. Po bokach wieży znajdują się cztery pinakle. Ramiona boczne części nawowej zamknięte prostokątnie, kryte dachami dwuspadowymi. Prezbiterium o wysokości i szerokości jednakowych z częścią nawową, zamknięte trójbocznie, z częścią mieszkalną na osi głównej. Nad częścią nawową blaszany dach jednokalenicowy z ośmioboczną wieżyczką. Wewnątrz znajdują się dwa rzędy słupów (po pięć w każdym rzędzie), oddzielające nawę główną od bocznych. Nad nawą główną sklepienie kolebkowe, na bocznymi – płaskie. Ołtarz główny pochodzi z początku XX w. Chór muzyczny wsparty na dwóch słupach. W pobliżu kościoła znajduje się murowana dzwonnica parawanowa.

## Galeria

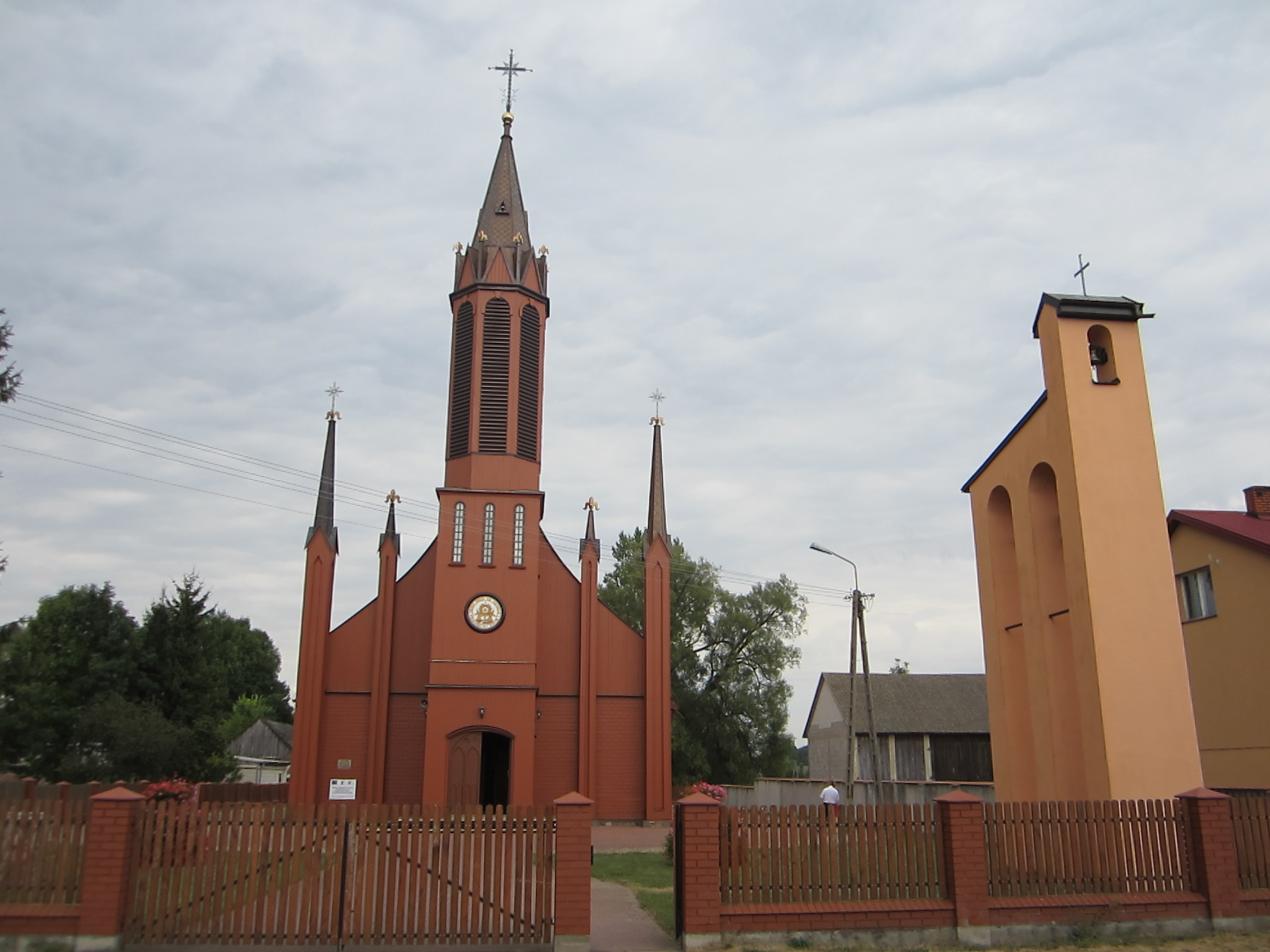
Kościół i dzwonnica
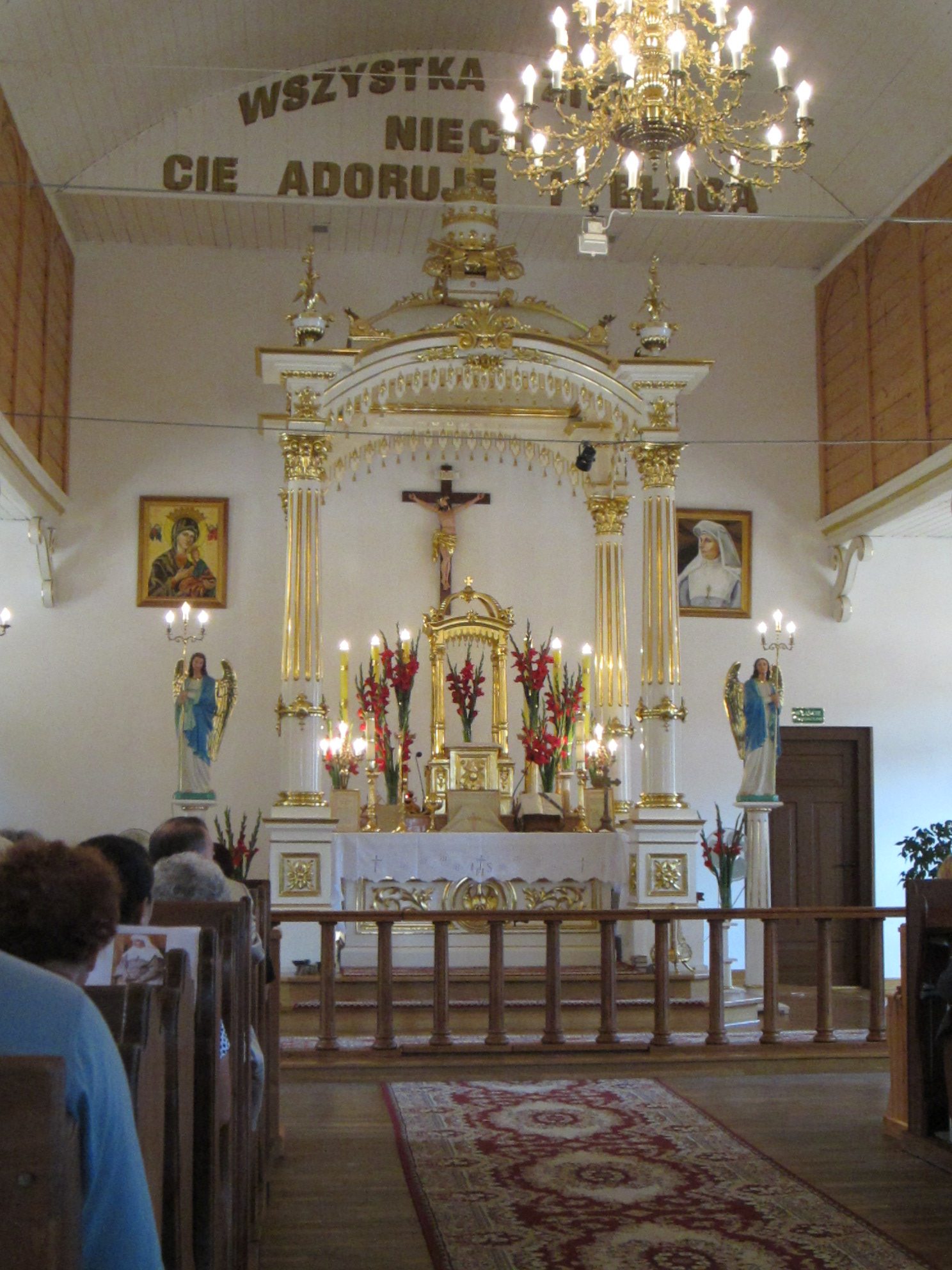
Widok na ołtarz główny